# Bukit Gading
Bukit Gading is een bestuurslaag in het regentschap Aceh Selatan van de provincie Atjeh, Indonesië. Bukit Gading telt 1375 inwoners (volkstelling 2010).